# Gran Trek

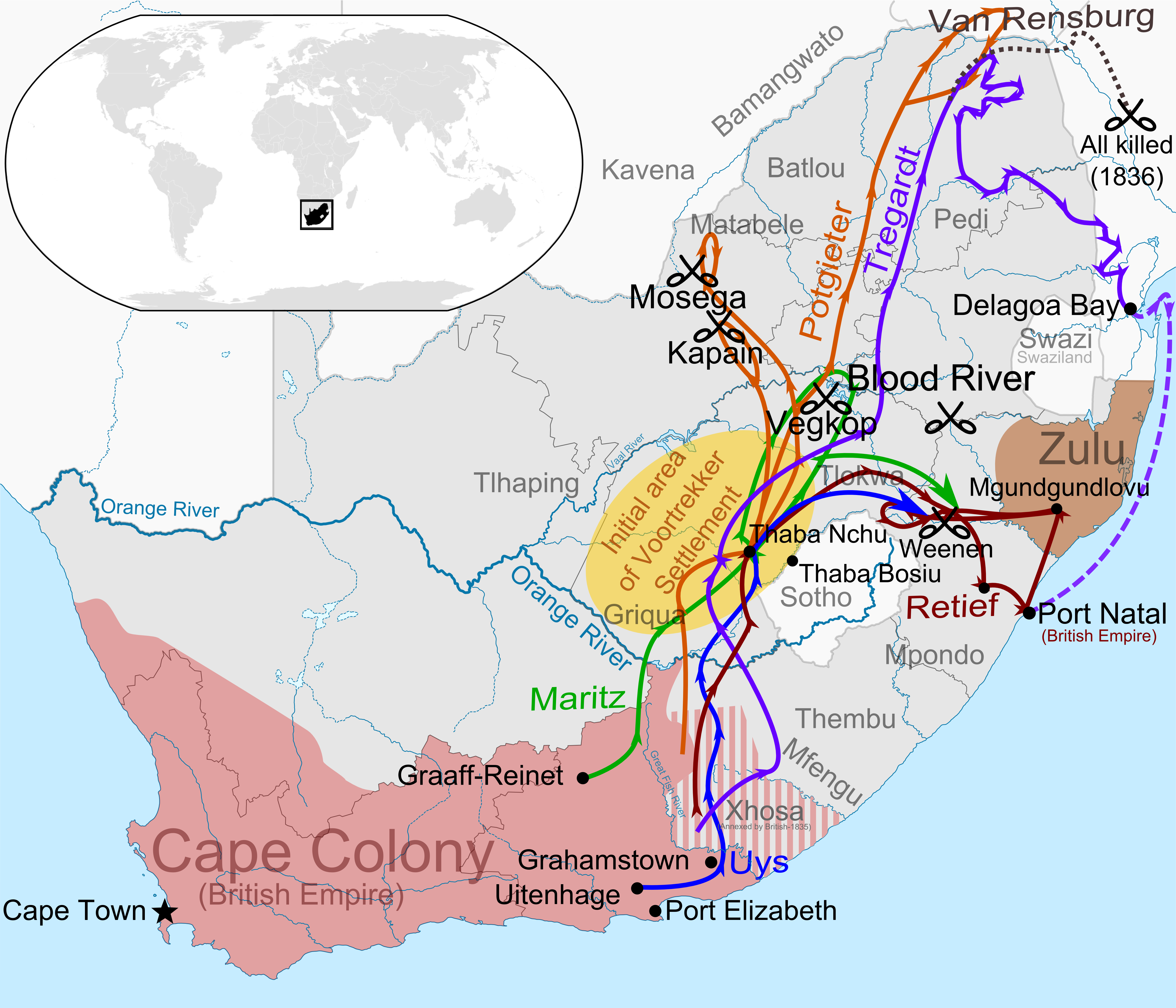
Mapa que mostra les rutes de les principals marxes durant la primera onada del Gran Trek (1835-1840) juntament amb les batalles i esdeveniments clau. L'àrea groga indica l'àrea inicial de colonització, al sud de Thaba Nchu i el que es convertiria en Bloemfontein va ser una zona colonitzada pels griqua i trekkboers.
Ruta liderada per Louis Tregardt (1833-1838)
La ruta dels supervivents de la marxa de Tregardt, evacuats per mar (1839)
Ruta liderada per Van Rensburg
Ruta liderada per Hendrik Potgieter
Ruta liderada per Gerrit Maritz
Ruta liderada per Piet Retief
Ruta liderada per Piet Uys

El Gran Trek va ser un moviment migratori que va conduir a multitud de bòers que vivien en els territoris orientals de la Colònia del Cap de Bona Esperança fins a territoris de l'interior de l'actual Sud-àfrica situats al nord-est del riu Orange. També es coneix com a Gran Marxa o Gran Viatge dificultós (Groot Trek en afrikaans, ‘Gran Migració'). Es calcula que entre 1835 i 1843 entre dotze i quinze mil afrikàners van prendre part en aquesta migració. La colonització britànica de la Colònia del Cap va portar a molts bòers a decidir-se a emigrar més enllà dels confins de la colònia britànica del Cap, que venien marcats pels rius Orange i Groot Visrivier. Així, des de 1835 fins a 1845, uns 15.000 bòers van abandonar les seves llars i es van dirigir cap al desconegut, a la recerca de noves terres.
Les primeres partides es van dirigir cap al riu Orange, on el 1837 es va produir una escissió. Alguns d'ells liderats per Hendrik Potgieter es van dirigir cap als territoris despoblats del Nord, mentre que una altra partida d'ells, dirigida per Piet Retief, va marxar cap a l'est, cap a Natal, amb la intenció de constituir una nova república que disposés de ports marítims.
No obstant això, a Natal els bòers es van trobar amb un formidable oponent: la nació dels zulus. Aquest poble de llengua bantu havia tingut una enorme expansió sota el lideratge del rei Shaka, al que la posteritat sobrenomenaria "el Napoleó Negre". Les campanyes de Shaka havien provocat un enorme torrent migratori conegut com a mfecane, la principal conseqüència del qual va ser la mort d'uns dos milions de bantus i la migració forçosa de sengles.

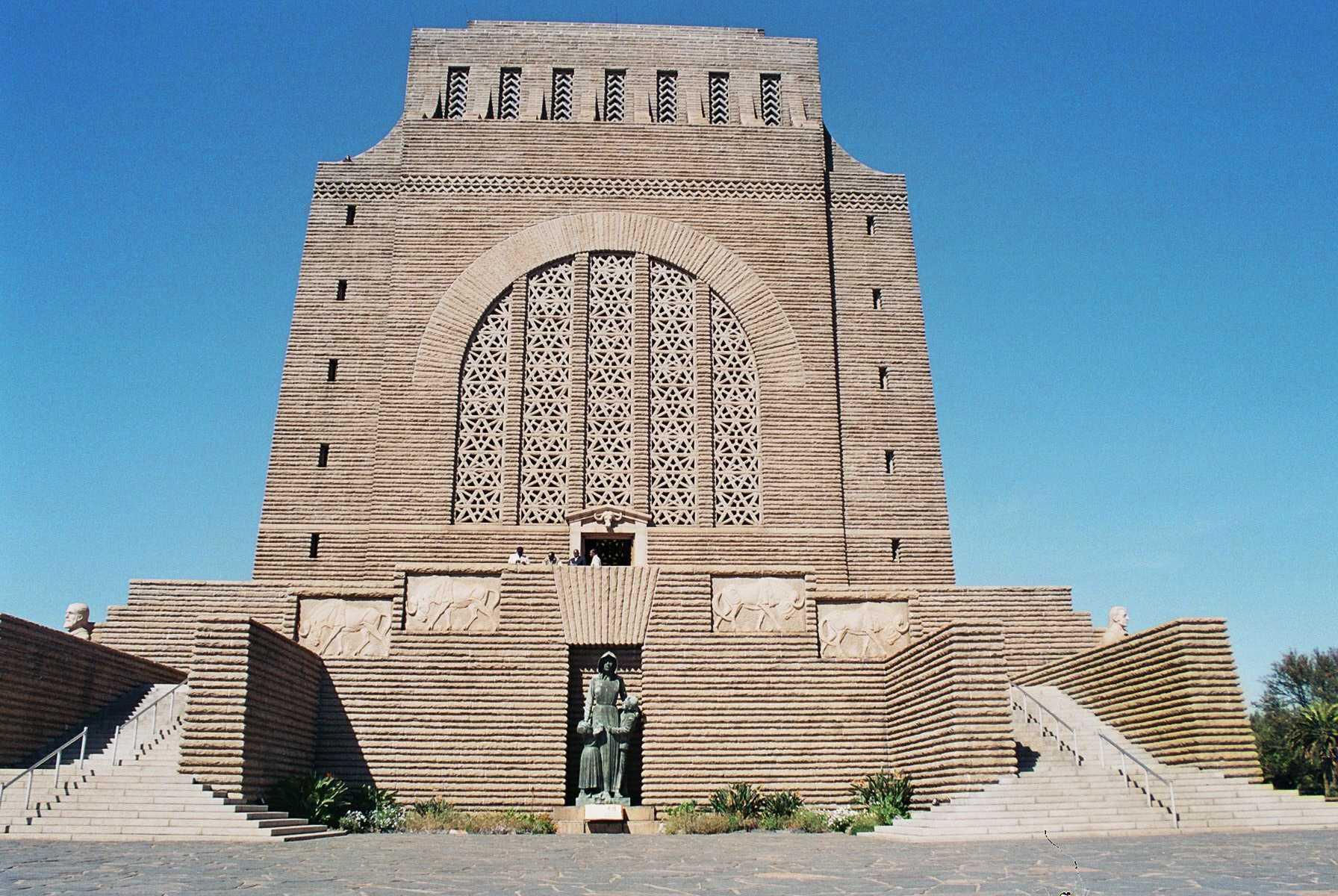
Monument al voortrekker (1937).

Davant d'aquest panorama, els bòers van decidir arribar a una solució pacífica amb els nadius. Piet Retief i alguns acompanyants es van dirigir a parlamentar amb el successor de Shaka, Dingane, per negociar amb ell l'adquisició de terrenys de pasturatge i de conreu. Després d'algunes negociacions, els zulus i els bòers van arribar a un acord pel qual se cedia a aquests últims algunes de les comarques de Natal, a canvi que recuperessin el bestiar que una facció enemiga dels zulus havia robat al rei. No obstant això, quan Piet Retief i els seus companys van entrar en el kraal o campament zulu de Dingane per celebrar el tractat, van ser atacats a traïció per aquest i els seus guerrers: A l'ordre de Acabin amb els bruixots!, els zulus es van abalançar sobre els bòers, que havien entrat desarmats, i els van portar al vessant d'un pujol, on els va empalar i se'ls va aixafar el crani. Posteriorment, els zulus van atacar la caravana –ja indefensa– de Retief, i van matar a totes les dones i els nens. El lloc on va ocórrer aquesta tragèdia seria batejat posteriorment pels afrikàners amb el nom de Weenen ('plorar', en llengua neerlandesa).

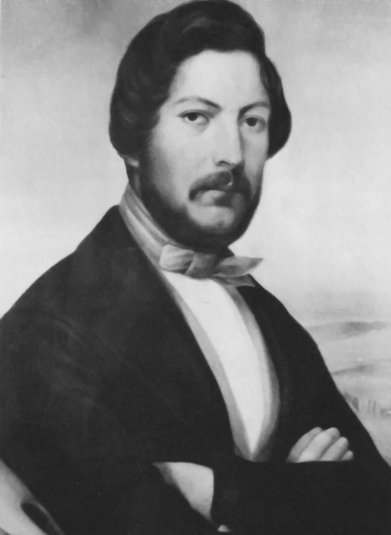
El comandant Andries Pretorius (1798-1853) va aconseguir fer fallida el poder militar zulu i establir l'efímera República de Natalia. Més tard els seus partidaris es van dirigir cap al nord-oest, on van fundar i van batejar en el seu honor la ciutat de Pretòria, que amb el temps arribaria a convertir-se en el centre polític i espiritual de la nació afrikàner.

Quan van arribar les notícies del fatídic succés, la resta dels bòers presents a Natal van decidir venjar a Piet Retief i van nomenar com a líder Andries Pretorius, un experimentat comandant natural de Graaf-Reinet i descendent d'un dels primers colons holandesos del Cap. Un petit exèrcit de 450 homes, dirigit per Pretorius, va travessar el riu Buffalo amb l'objectiu de dur a terme una acció punitiva. No obstant això, aviat es van veure envoltats per una força de 12.000 zulus i sense possibilitat de fugida. En aquest moment, els bòers, guiats pel pastor Sarel Cilliers, van realitzar un jurament solemne en la virtut del qual, si Déu els concedia la victòria, ells i els seus descendents honrarien en el futur l'aniversari de la batalla com si fos un sàbat.
Quan es va acostar el moment de la lluita, Pretorius va ordenar als seus homes agrupar en cercle les seves carretes i atrinxerar-se darrere d'elles. Aquesta tàctica, coneguda amb el nom de laeger i que havia estat emprada ja pels afrikàners des de finals del segle xviii, els va proporcionar als trekkers una manifesta superioritat tàctica: Els zulus no van aconseguir acostar-se a la fortalesa de Pretorius i van ser fàcil presa de les armes de foc dels defensors. En el que es coneixeria com la batalla del Riu Sagnant (Bloedrivier), els bòers van infligir una greu derrota als zulus, que van perdre més de 3.000 homes.
Dècades després, el 16 de desembre de 1838 va passar a ser conegut com el Dia del Jurament, i el seu aniversari va ser declarat festiu a les repúbliques del Transvaal i l'Estat Lliure d'Orange. Pertot arreu van començar a proliferar els homenatges als trekkers, i el seu record es va convertir en un potencial polític de primer ordre, sobretot després de la derrota definitiva en la Segona Guerra dels Boers a les mans dels britànics. El centenari del Gran Trek va ser celebrat el 1938 amb magnificència, i va servir d'esperó per al creixement electoral del Partit Nacional, que encarnava el sector més nacionalista de l'electorat afrikàner. El seu secretari general, el futur primer ministre Daniel Malan, va afirmar durant les celebracions que la terra on va tenir lloc el combat tenia un caràcter sagrat.
La matança de Weenen i la subsegüent victòria en el Bloedrivier van deixar una petjada indeleble en la memòria col·lectiva del poble bòer: no hi cabia cap treva en la lluita per la supervivència a l'Àfrica Austral, i la més mínima cessió en aquest punt podia resultar fatal. Per aquest motiu, quan més d'un segle després van començar a aprovar-se les primeres sancions internacionals contra Sud-àfrica, la reacció col·lectiva dels afrikàners fos atrinxerar-se darrere de les carretes i tancar files darrera dels seus primers ministres Hendrik Verwoerd i Pieter Botha, amb la ferma voluntat de resistir fins al final.

## Les causes del Gran Trek

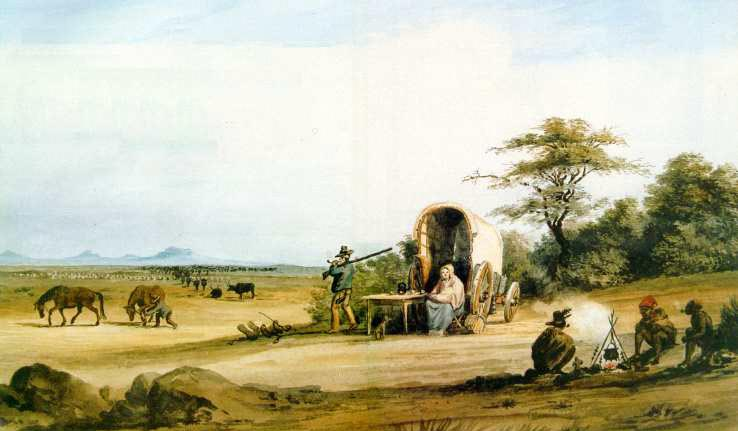
Bòers creuant el karoo.

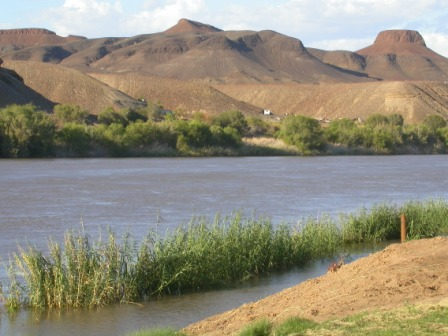
El Riu Orange constituïa un veritable Rubicó africà. Qui el creuava deixava enrere la colònia britànica, el món conegut i la civilització, i s'endinsava en territoris desconeguts de l'interior d'Àfrica.

Com a resultat de la colonització neerlandesa del Cap de Bona Esperança, es va anar assentant en l'extrem meridional d'Àfrica una població cada vegada més nombrosa de grangers europeus als quals es denominava bòers o afrikàners. Aquests bòers havien iniciat un moviment de migració constant fins a les conques dels rius Oliphants al Nord i Groot Visrivier i Kei a l'Est, i a la fi del segle xviii la Companyia Holandesa de les Índies Orientals estava perdent el control dels colons de la frontera. És en aquests moments quan Gran Bretanya entra en guerra amb la República Bàtava, aliada de Napoleó Bonaparte, i conquereix Ciutat del Cap en 1795. Va haver una enorme resistència a l'ocupació per part dels bóers de Graaff-Reinet, que no obstant això va ser aixafada per les tropes britàniques. Després d'un breu període en el qual Holanda va tornar a recuperar el Cap (1802-1806), Gran Bretanya va consolidar la seva adquisició, que va veure confirmada pel congrés de Viena de 1815.
La imposició d'un nou ordre estranger va ser molt difícil d'acceptar per als afrikàners. Des del Regne Unit s'enviaven cada any desenes de missioners amb l'objectiu de cristianitzar i educar als hotentots, als quals es pretenia equiparar amb els colons europeus. Es va accentuar la rancúnia entre els bóers després de la matança de Slagters Nek: el 1815, un jove agricultor bòer, Frederik Bezuidenhout, va ser assassinat per una patrulla de policies hotentots que acudien a arrestar-lo. El seu germà i altres quatre companys van decidir venjar la seva mort i van iniciar una petita rebel·lió. Van ser capturats, condemnats a mort i penjats el 9 de març de 1816. Durant la seva execució les cordes de les quals penjaven es van trencar i en lloc de commutar-los la pena, que era l'usual en aquests casos, es va procedir a executar-los per segona vegada. Els bóers de la frontera van interpretar la ruptura de la corda com una condemna divina de les execucions. Dècades després, la data del 9 de maig, aniversari de la matança, seria declarada festiva a les repúbliques bòers de Transvaal i Estat Lliure d'Orange.
Els greuges contra els nous governants britànics van continuar creixent: el 1822 l'anglès va ser declarat l'única llengua del govern i els tribunals i el 1828 es va proscriure l'ús de l'holandès en l'administració i l'església. Per si aquesta política d'anglificació no fos suficient, la protecció prestada pels soldats britànics era extremadament deficient als ulls dels bòers de la frontera oriental, que es veien sotmesos a robatoris de bestiar i incursions de saqueig dels xoses als marges del riu Kei.
Hem de tenir en compte també l'extraordinari increment de la població bòer, que va passar de 5.000 persones el 1750, a 15.000 el 1795 i finalment 27.000 el 1815. Tot això va generar una intensa fam de terres que, combinada amb la deficient administració britànica, va fer pensar a molts bòers que el seu futur es trobava fora de la colònia del Cap, més enllà del Riu Orange. El futur era doncs l'emigració cap a una terra promesa on revitalitzar les tradicions democràtiques i calvinistes de la vella Holanda i trobar pastures verdes i fèrtils per al bestiar.

## Història

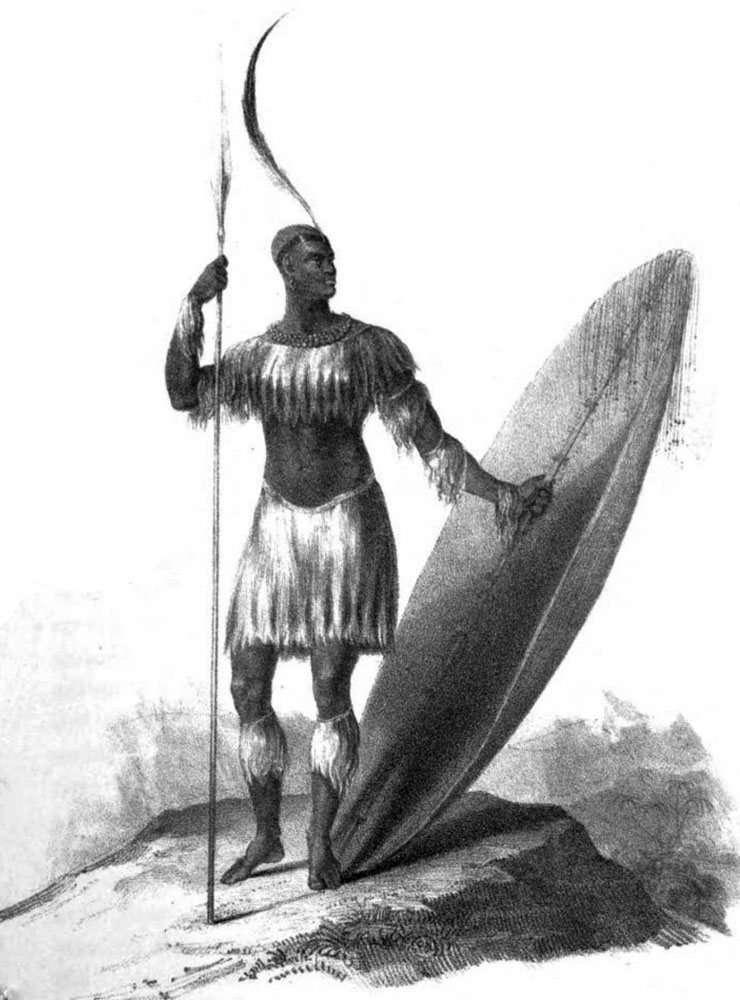
El rei Shaka

Els Trekkers estaven formats per dos grups de persones que provenien de la part més oriental de la regió del Cap: pastors seminòmades (anomenats Trekkboers); i agricultors sedentaris i artesans (dits Grensboere, o agricultors de la frontera). A tots aquests se'ls va englobar en un conjunt per a denominar-los amb el mateix nom, el de Voortrekkers (Pioners). La majoria dels colons de la zona occidental del Cap no van iniciar aquesta migració. Els historiadors parlen de diferents factors que van contribuir a l'emigració d'uns 12.000 Voortrekkers a les futures regions de Natal, Estat Lliure d'Orange i Transvaal. El més important sembla el descontentament amb el mandat britànic que se'ls havia imposat.
Aquest descontentament es va donar per les seves polítiques d'anglicanització, les restrictives lleis que es van aplicar sobre l'esclavitud i la seva abolició de manera eventual, els acords per a compensar als antics esclavistes, i la indiferència que percebien per part de les autoritats britàniques sobre els conflictes fronterers que existien al llarg de la frontera oriental de la Colònia del Cap. La major part de les fonts modernes coincideixen que el que va contribuir definitivament a l'inici d'aquestes migracions va ser una ordenança promulgada el 1828 (Ordinance 50) que garantia igualtat de drets legals a totes les "persones lliures de color", i prohibia el tracte inhumà als treballadors. Algunes fonts al·leguen que la majoria dels trekkboers no tenien esclaus, a diferència de la majoria de la població del Cap occidental, que no va emigrar.
Les tres repúbliques fundades per Voortrekkers van prohibir l'esclavitud en si mateixa, però van incloure la desigualtat racial en les seves constitucions. Malgrat promulgar aquesta ordenança, la desigualtat racial va continuar existint en altres colònies britàniques en l'Àfrica austral. Un altre factor a tenir en compte podria ser el desig d'escapar de les guerres endèmiques que es lliuraven amb grups xhosa al llarg de la frontera oriental de la Colònia del Cap. Els Voortrekkers també van buscar terres fèrtils, ja que la bona terra començava a escassejar dintre de les fronteres de la colònia. Finalment, afegirem també com a factor a sumar als anteriors les pressions produïdes per l'increment de la població, doncs les migracions de Trekboers cap a l'est havien arribat a un punt d'estancament d'almenys tres dècades (encara que alguns Trekboers van emigrar més enllà del Riu Orange abans de la Gran Marxa).

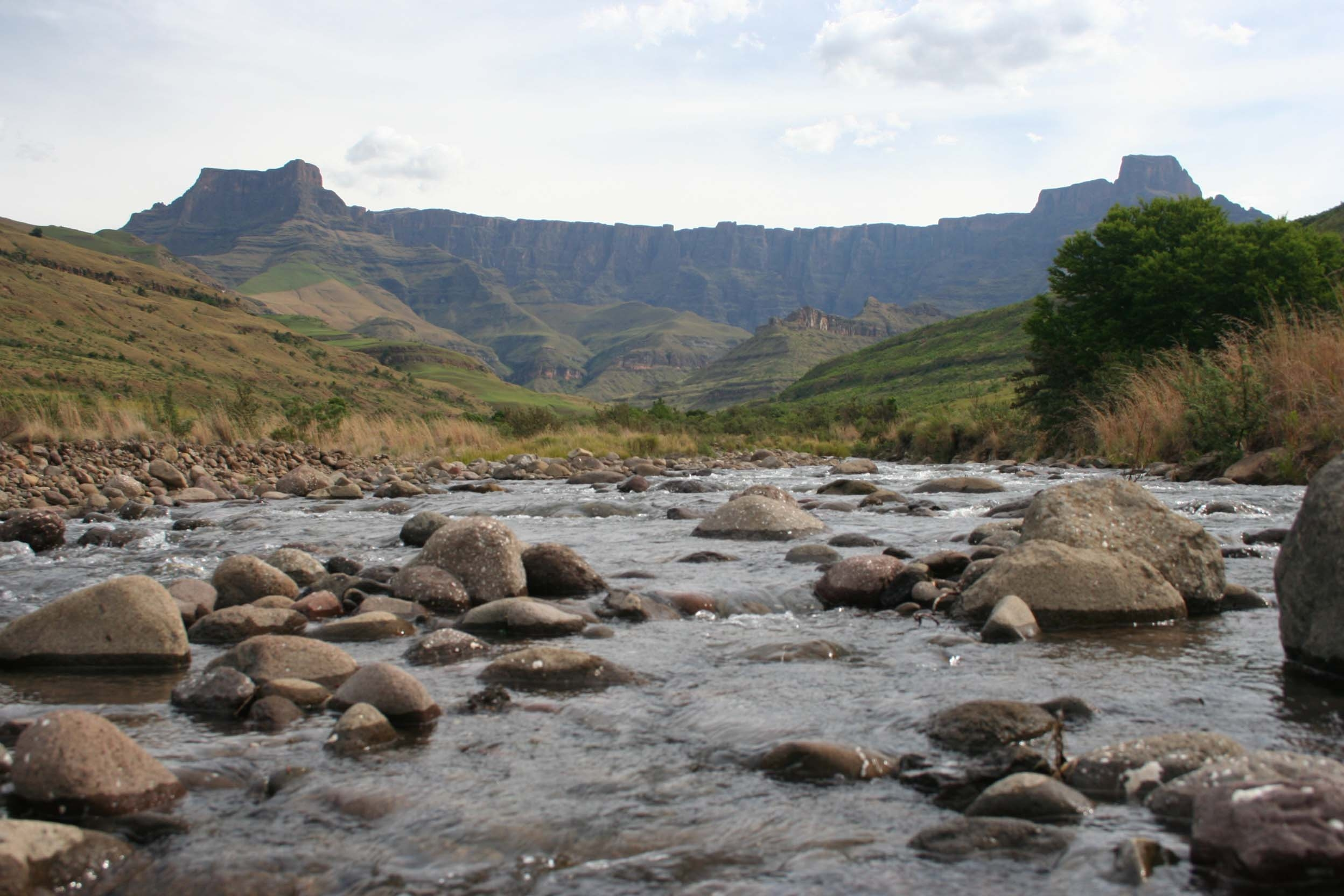
Drakensberg

El 1836 van decidir emprendre una llarga marxa cap a l'interior de Sud-àfrica a la recerca de major independència. En les planes que es formen al nord i est del riu Orange, en la frontera de la Colònia del Cap, van semblar haver trobat la terra promesa. Les grans planures, poc habitades, era ideals per a la criatura de bestiar. No obstant això, el que no sabien els emigrants és que els habitants d'aquells llocs eren els desplaçats pel difaqane. Amb l'excepció de la tribus nbedele, els Boers no van trobar gran resistència per part dels grups que ocupaven aquestes terres. Eren grups no molt nombrosos i mancats d'armes i cavalls. La seva condició feble va convèncer-los que estaven portant la civilització a una àrea salvatge. No obstant això, a les muntanyes on el rei Moshoeshoe I formava la nació basotho, que posteriorment seria coneguda com a Lesotho i les valls boscosos de la terra dels zulus, la situació era diferent, ja que aquests sí que van presentar forta oposició i la zona es va mantenir en guerra d'escamots per un període de cinquanta anys.

### Els inicis de la marxa
Cap al 1835 ja eren molts els grangers que tenien la intenció d'abandonar les seves terres, però no obstant això, gairebé ningú es decidia a iniciar la migració. L'honor correspondria a Andries Hendrik Potgieter, ramader de Tarkastad que va convèncer a algunes de les seves famílies veïnes per a iniciar la marxa.
La tasca no era fàcil. Els emigrants s'endinsaven en l'interior d'Àfrica, una terra completament desconeguda que encara no havia estat explorada i cartografiada pels europeus. Tan sols certs grups de griqua i algun pastor blanc havien penetrat en els territoris de la Transoràngia, que era el territori comprès entre els rius Orange i Vaal. Dels territoris situats més enllà del Vaal no se'n sabia res, tret que estaven habitats per la poderosa tribu dels matabele, dirigits pel seu rei Mzilikazi.

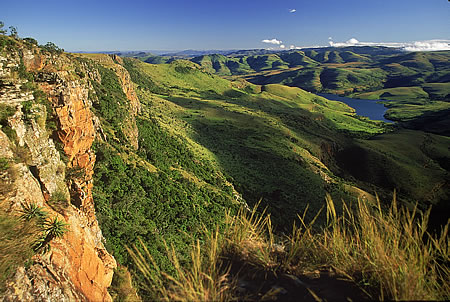
Al seu retorn, Peter Uys, cap dels exploradors que havia estat a Natal va descriure a aquesta comarca com "el més semblant al Paradís Terrenal que existeix en la Terra".

Potgieter va decidir enviar tres grups d'exploradors, les destinacions dels quals eren, respectivament, l'Àfrica del Sud-oest (actual Namíbia), el Soutspanberg (en el remot nord, al costat del riu Limpopo) i Natal, en la costa índica de Sud-àfrica. Els exploradors que van tornar de Namíbia van portar informes desfavorables que descrivien l'aridesa i la pobresa del desert de Kalahari. Per contra, els exploradors que van tornar del Soutspanberg i de Natal van tornar amb informes positius que descrivien terres de pluges perpètues, plenes de verdes i abundoses pastures per al bestiar.

### Enfrontaments de Natal
La primera aturada de la Gran Marxa fou a Taba Nchu, prop del que és avui dia Bloemfontein, on es va establir la primera república. Arran de desacords entre els dirigents bòers, diversos grups es van separar, dirigint-se alguns cap al nord creuant el Drakensberg cap a Natal, amb la idea de crear una altra república en aquesta regió. En Natal van entrar en conflicte amb els zulus. Els zulus van començar la fustigació a gran escala després que una delegació encapçalada pel líder bòer Piet Retief fos massacrada pel seu cap, Dingane kaSenzangakhona el 6 de febrer de 1838.
Hi ha diverses interpretacions del que va esdevenir exactament, però només van sobreviure les notes escrites pel missioner Francis Owen, testimoni dels esdeveniments. El manifest sobre la terra que Retief va escriure contenia amenaces vetllades per a referir-se a les derrotes infligides pels voortrekkers als grups indígenes trobats al llarg del seu viatge. La proposta dels voortrekkers para aconseguir un contracte escrit garantint la propietat privada va xocar frontalment amb la cultura oral dels zulus, per la qual només el cap podia distribuir la terra de manera temporal, i era propietat comunal.

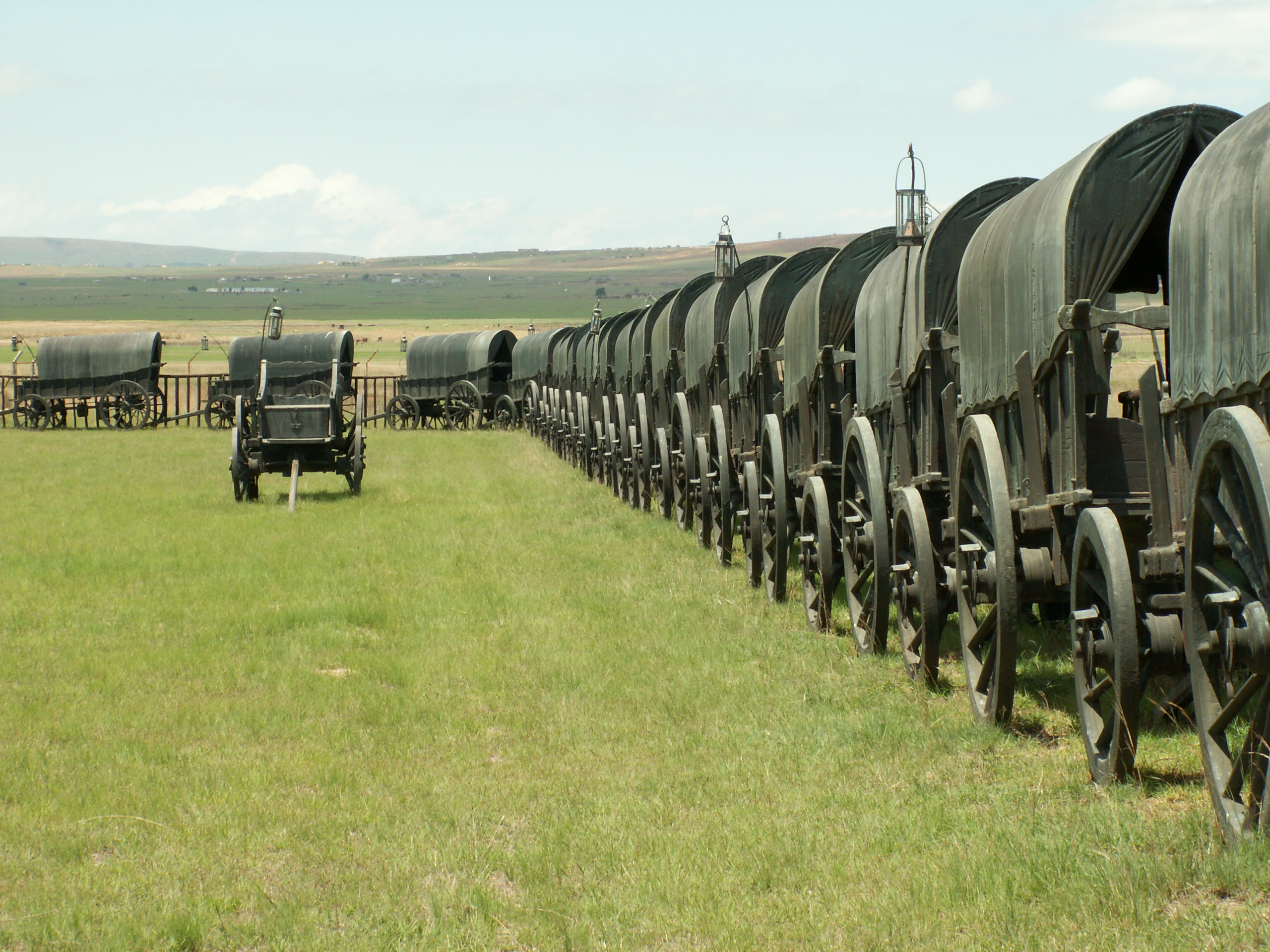
El laeger es va convertir en el símbol de la solidaritat afrikàner en un marc hostil.

La majoria de les versions coincideixen que el que va succeir fou: l'autoritat de Dingane s'estenia sobre alguns terrenys que volien colonitzar els bòers, als quals va demanar com requisit previ per a prendre en compte la seva demanda que recuperessin el bestiar robat per Sekonyela, de la tribu rival Tlokwa. Els bòers van accedir i la seva reputació i els seus rifles van fer que la tribu lliurés pacíficament el bestiar. Llavors Dingane va convidar Retief a la seva residència a uMgungundlovu per a finalitzar el tracte. No se sap si havia planejat ja la massacre o la va decidir després que Retief i els seus homes arribessin, però potser l'exhibició d'armes dels seus homes quan van arribar a cavall va ser el que la va provocar. En qualsevol cas, Dingane va donar ordre als seus guerrers d'acabar amb ells.
Després d'acabar amb la delegació de Piet Retief, els batallons zulus van atacar immediatament els campaments bòers en els turons dels Drakensberg que més tard es coneixerien com a Blaauwkrans i Weenen. A diferència dels enfrontaments anteriors amb els xhosa en la frontera oriental del Cap, els zulus van acabar també amb dones i nens, deixant a la meitat el contingent de Voortrekkers de Natal.
El 6 d'abril de 1838 els Voortrekkers van intentar prendre represàlies contra els zulus realitzant una incursió punitiva amb un comando de 347 homes provinent de l'Estat Lliure d'Orange, que més tard seria conegut com a Vlugkommando. Aquest comando va ser derrotat per uns 7.000 guerrers zulus a la batalla d'Italeni, al sud-oest d'uMgungundlovu. La ben coneguda repugnància dels líders afrikàners a sotmetre's al lideratge d'uns altres, que va obstaculitzar més endavant l'èxit aconseguit en les guerres anglo-bòer, en fou bona part culpable.
El 16 de desembre de 1838 una unitat de 470 homes comandats per Andries Pretorius es va enfrontar a uns 10.000 zulus des de posicions fixes. Els bòers van tenir 3 ferits, sense baixes, mentre que hi van morir uns 3.000 zulus la sang dels quals va tenyir el riu, raó per la qual l'enfrontament se'l coneix com la batalla del Riu Sagnant. Les armes dels bòers els van proporcionar un ampli avantatge tecnològic sobre les llances, pals i escuts zulus. Els boers van atribuir la seva victòria a un vot que van fer a Déu abans de la batalla: si sortien victoriosos, ells i les generacions futures commemorarien el dia com un Sabbath. Així, el 16 de desembre va ser celebrat per bòers com a dia festiu, primer com a Dia de Dingane, posteriorment es va canviar el nom pel de Dia del Vot. En l'actualitat encara és un dia festiu, però el nom va ser canviat pel de Dia de la Reconciliació pel govern post-apartheid de l'ANC, per a fomentar la reconciliació entre tots els sud-africans.
Després de la derrota de les forces zulus i de la recuperació del tractat entri Dingane i Retief, els voortrekkers van proclamar la República de Natalia. Aquest estat bòer va ser annexionat per les forces britàniques el 1843. El retorn del mandat britànic va dur a ocupar terres a Natal des de l'est de les muntanyes Drakensberg a l'oest d'elles i al highveld de Transvaal i l'Estat Lliure d'Orange, que van ser ocupades en petita mesura a causa de la devastació produïda per la devastació del mfecane.